# Sibianor larae
Sibianor larae – gatunek pająka z rodziny skakunowatych.
Gatunek ten został opisany w 2001 roku przez Dimitrija Logunowa. Wcześniej należące doń gatunki błędnie oznaczano jako Bianor aurocinctus.
Samce tego pająka osiągają od 1,54 do 1,79 mm długości i od 1,16 do 1,44 mm szerokości prosomy oraz od 1,66 do 1,9 mm długości i 1,42 mm szerokości opistosomy. U samic wymiary prosomy to od 1,5 do 1,64 mm długości i od 1,11 do 1,31 mm szerokości, a opistosomy od 1,8 do 2,47 mm długości i od 1,31 do 1,74 mm szerokości. U obu płci opistosoma szara, szczękoczułki brązowe, a karapaks pomarańczowy do czerwonego z ciemnobrązowym rejonem oczu, czarnymi obwódkami wokół oczu i brzegową przepaską z białych łusek. Odnóża pierwszej pary z ciemnobrązowymi udami, rudymi rzepkami, czerwonymi goleniami, żółtymi przedstopiami i brązowawymi stopami. U samic pozostałe nogi żółte. U samca druga para z brązowawymi udami, pomarańczowymi rzepkami i goleniami oraz żółtymi przedstopiami i stopami. Pozostałe jego nogi żółte do pomarańczowych. Charakterystyczne dla samców są proporcje tegulum, zaś dla samic powiększenie i pogrubienie pierwszej pętli przewodu inseminacyjnego.
Gatunek o rozsiedleniu eurosyberyjskim. Rozprzestrzeniony od Skandynawii, Finlandii i Estonii, przez Ural i Syberię po Sachalin.